# Trenggalek (stad)
Het kleine bergstadje Trenggalek is de hoofdplaats van het gelijknamige onderdistrict en het gelijknamige regentschap in de provincie Oost-Java op het Indonesische eiland Java. 

## Geschiedenis en actualiteit
Op 20 en 21 april 2006 vielen er in Trenggalek 19 doden bij overstromingen en aardverschuivingen.